# Critérium du Dauphiné libéré 1988
La 40e édition du Critérium du Dauphiné libéré a eu lieu du 31 mai au 5 juin 1988. Elle a été remportée par le Colombien Luis Herrera. Il devance au classement général Niki Ruttimann et Charly Mottet.									

## Classement général final
| Rang | Vainqueur       | Équipe | Pays     | Temps            |
| ---- | --------------- | ------ | -------- | ---------------- |
| 1er  | Luis Herrera    |        | Colombie | 28 h 46 min 27 s |
| 2e   | Niki Rüttimann  |        | Suisse   | 2 min 7 s        |
| 3e   | Charly Mottet   |        | France   | 2 min 51 s       |
| 4e   | Luc Leblanc     |        | France   | 3 min 54 s       |
| 5e   | Mariano Sánchez |        | Espagne  | 4 min 5 s        |
| 6e   | Acacio Da Silva |        | Portugal | 4 min 33 s       |
| 7e   | Éric Caritoux   |        | France   | 5 min 16 s       |
| 8e   | Gilles Sanders  |        | France   | 6 min 51 s       |
| 9e   | Yvon Madiot     |        | France   | 6 min 51 s       |
| 10e  | Pascal Simon    |        | France   | 8 min 5 s        |

## Les étapes
| Étape       | Date   | Villes étapes                 | type | Distance (km) | Vainqueur d'étape | Leader du classement général |
| ----------- | ------ | ----------------------------- | ---- | ------------- | ----------------- | ---------------------------- |
| 1re a étape | 31 mai | Avignon – Aubenas             |      | 108           | Niki Rüttimann    | Niki Rüttimann               |
| 1re b étape | 31 mai | Aubenas – Romans-sur-Isère    |      | 93,2          | Steve Bauer       | Niki Rüttimann               |
| 2e étape    | 1 juin | Romans-sur-Isère – Lyon       |      | 181,4         | Christophe Manin  | Christophe Manin             |
| 3e étape    | 2 juin | Bourgoin-Jallieu – Annecy     |      | 178,5         | Charly Mottet     | Charly Mottet                |
| 4e étape    | 3 juin | La Roche-sur-Foron – Chambéry |      | 195,8         | Acácio da Silva   | Charly Mottet                |
| 5e étape    | 4 juin | Chambéry – Fontanil-Cornillon |      | 154           | Niki Rüttimann    | Acácio da Silva              |
| 6e a étape  | 5 juin | Fontanil-Cornillon – Grenoble |      | 82,5          | Frans Maassen     | Acácio da Silva              |
| 6e b étape  | 5 juin | Grenoble – Grenoble           |      | 26,7          | Luis Herrera      | Luis Herrera                 |